# Trung tâm Vũ trụ Việt Nam
Trung tâm Vũ trụ Việt Nam (tiếng Anh: Vietnam National Space Center - VNSC, n.đ. 'Trung tâm Vũ trụ Quốc gia Việt Nam' ) là cơ quan thuộc Viện Hàn lâm Khoa học và Công nghệ Việt Nam có trách nhiệm nghiên cứu – triển khai, đào tạo, ứng dụng công nghệ vũ trụ và hợp tác quốc tế trong lĩnh vực công nghệ vũ trụ, nhằm thực hiện chiến lược nghiên cứu và ứng dụng công nghệ vũ trụ.
Nhằm đẩy mạnh việc thực hiện Chiến lược Nghiên cứu và Ứng dụng Công nghệ Vệ tinh, cụ thể là tiến tới làm chủ công nghệ chế tạo vệ tinh nhỏ, Chính phủ nước Cộng hòa Xã hội chủ nghĩa Việt Nam đã thành lập Trung tâm Vệ tinh Quốc gia, thuộc Viện Hàn lâm Khoa học và Công nghệ Việt Nam vào ngày 16 tháng 09 năm 2011 với mục đích quản lý, thực hiện và tiếp nhận dự án Trung tâm Vũ trụ Việt Nam.

## Hình thành

### Giai đoạn trước 2008
- Tháng 6 năm 2006 Thủ tướng Chính phủ phê duyệt “Chiến lược nghiên cứu và ứng dụng công nghệ vũ trụ đến năm 2020”.[4]
- Năm 2007, Hợp tác với Cơ quan hàng không vũ trụ Nhật Bản (JAXA) để khởi động dự án vệ tinh siêu nhỏ PicoDragon. Đây được coi là bước đi đầu tiên cho quá trình phát triển vệ tinh của Việt Nam.[5]
- Năm 2008, lần đầu tiên 5 cán bộ của Viện Khoa học và Công nghệ Việt Nam đã được cử đi đào tạo về phát triển vệ tinh tại Trung tâm Vũ trụ Tsukuba, Nhật Bản.[6]

### Giai đoạn 2008-2010
- Năm 2008, Viện Hàn lâm Khoa học và Công nghệ Việt Nam đã hiện thực hóa chiến lược việc xây dựng cơ sở hạ tầng cho ngành công nghệ vũ trụ tại Khu Công nghệ cao Hòa Lạc nhằm thực hiện Chiến lược Nghiên cứu và Ứng dụng Công nghệ Vệ tinh đến năm 2020 bằng việc phối hợp với nhóm chuyên gia tư vấn JETRO (Nhật Bản) lập báo cáo tiền khả thi của dự án. TS. Phạm Anh Tuấn là đầu mối chính của Viện Hàn lâm Khoa học và Công nghệ Việt Nam thực hiện chủ trương này.
- Ngày 9 tháng 4 năm 2009, trên cơ sở báo cáo tiền khả thi của dự án Trung tâm Vũ trụ Việt Nam, Phó Thủ tướng Nguyễn Thiện Nhân đã kết luận: “Đây là dự án đầu tư trọng điểm, tạo cơ sở nòng cốt để triển khai thực hiện các hoạt động nghiên cứu – triển khai, đào tạo, ứng dụng công nghệ vũ trụ và hợp tác quốc tế trong lĩnh vực công nghệ vũ trụ, nhằm thực hiện chiến lược nghiên cứu và ứng dụng công nghệ vũ trụ đến năm 2020 đã được Thủ tướng phê duyệt”.[6]

### Giai đoạn 2011 – 2015
- Ngày 16 tháng 09 năm 2011, Trung tâm Vệ tinh Quốc gia trực thuộc Viện Hàn lâm Khoa học và Công nghệ Việt Nam được thành lập theo quyết định số 1611/QĐ-TTg của Thủ tướng Chính phủ. Trung tâm Vệ tinh Quốc gia có nhiệm vụ quản lý, thực hiện và tiếp nhận dự án xây dựng Trung tâm Vũ trụ Việt Nam.[7]
- Tháng 11 năm 2011, Chính phủ Việt Nam và Chính phủ Nhật Bản đã ký hiệp định vay vốn ODA cho dự án Trung tâm Vũ trụ Việt Nam.[8]
- Ngày 19/9/2012, trong Thư chúc mừng Lễ khởi công xây dựng Trung tâm Vũ trụ Việt Nam, Phó Thủ tướng Nguyễn Thiện Nhân đã khẳng định “đây là một trong những dự án được đầu tư lớn nhất trong lĩnh vực khoa học và công nghệ của Việt Nam trong 35 năm qua” và “góp phần quan trọng thực hiện Chiến lược nghiên cứu và ứng dụng công nghệ vũ trụ đến 2020”.[9]
- Ngày 19 tháng 11 năm 2013, Vệ tinh siêu nhỏ PicoDragon do các cán bộ Trung tâm Vệ tinh Quốc gia nghiên cứu, chế tạo đã trở thành vệ tinh “Made in Vietnam” đầu tiên hoạt động thành công trong quỹ đạo không gian[10]
- Tháng 9 năm 2015, đã có 35 học viên của Trung tâm Vệ tinh Quốc gia được cử đi học thạc sỹ công nghệ vệ tinh tại Nhật Bản và tham gia chế tạo vệ tinh MicroDragon nặng 50 kg, trong đó có 11 học viên khóa 1 đã hoàn thành khóa học và tốt nghiệp.[6]

### Giai đoạn 2016 – 2020
- Hoàn thành xây dựng cơ sở hạ tầng Trung tâm Vũ trụ Việt Nam tại Khu Công nghệ cao Hòa Lạc (2018). Đồng thời hoàn thành Trung tâm Ứng dụng Công nghệ Vệ tinh tại Thành phố Hồ Chí Minh (2020), Trung tâm phát triển nguồn nhân lực và chuyển giao Công nghệ Vệ tinh tại Hà Nội (2016), Đài thiên văn Nha Trang (2017).[11]
- Hoàn thiện bộ máy tổ chức các trung tâm tại Hà Nội, Thành phố Hồ Chí Minh và Nha Trang cũng như chuẩn bị nguồn nhân lực đủ cả về chất và lượng đáp ứng nhu cầu phát triển
- Cử 50 lượt cán bộ sang tham gia thiết kế và chế tạo vệ tinh tại Nhật Bản và 32 lượt cán bộ sang đào tạo ứng dụng Công nghệ Vệ tinh tại Nhật Bản.
- Tiếp nhận chuyển giao công nghệ 2 vệ tinh nhỏ quan sát trái đất sử dụng công nghệ cảm biến radar (SAR) có độ phân giải cao, hoạt động trong mọi điều kiện thời tiết trong đó vệ tinh thứ 2 sẽ được lắp ráp, tích hợp và thử nghiệm tại Trung tâm Vũ trụ Việt Nam.[6]

## Các chương trình không gian

### Dự án Vệ tinh CubeSat

#### Vệ tinh PicoDragon

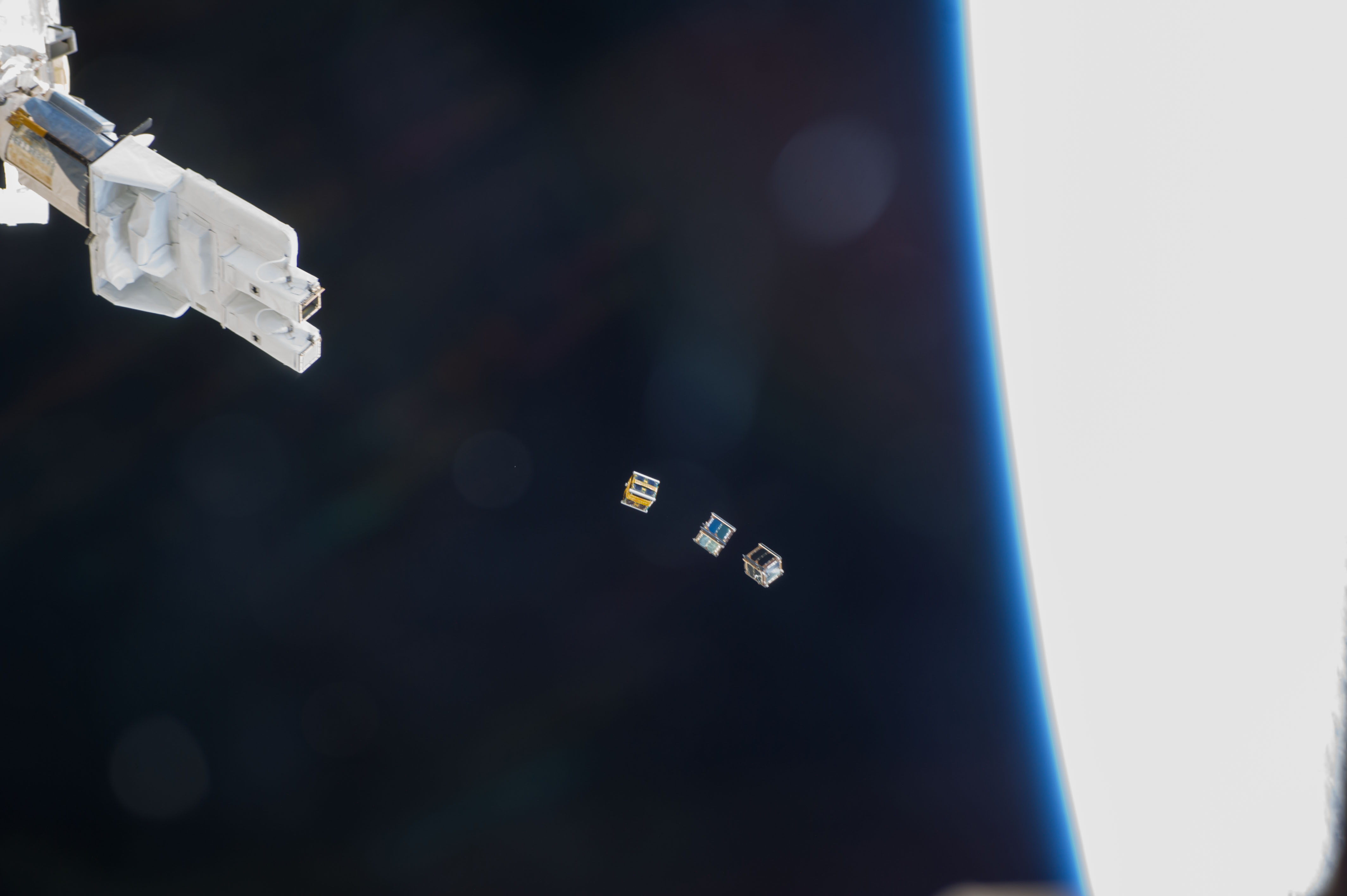
Ba vệ tinh siêu nhỏ Cubesat (trong số đó có Pico Dragon) được phóng từ một thiết bị khởi động đặc biệt Small Satellite Orbital Deployer (SSOD) gắn liền với cánh tay robot từ ISS ngày 19/11/2013.

PicoDragon là một vệ tinh nhân tạo siêu nhỏ, theo chuẩn 1U nhỏ nhất của chương trình CubeSat, do Trung tâm Vệ tinh Quốc gia Việt Nam (VNSC) thuộc Viện Hàn lâm Khoa học và Công nghệ Việt Nam (VAST) chế tạo và hoạt động trên không gian trong 3 tháng.
PicoDragon có kích thước 10 x 10 x 11,35 cm, khối lượng 1 kg (Cubesat 1U). Trọng lượng chính là từ một máy chụp ảnh.. Việc phát triển và chế tạo do các nhân viên của Trung tâm Vệ tinh Quốc gia Việt Nam thực hiện, còn quá trình kiểm tra rung động, nhiệt và một số thử nghiệm khác được tiến hành tại Nhật Bản. Nhiệm vụ của vệ tinh là chụp ảnh Trái Đất, đo đạc một số thông số vệ tinh và môi trường vũ trụ bởi các cảm biến gắn trên vệ tinh và thử nghiệm thông tin liên lạc với mặt đất.

#### Vệ tinh MicroDragon
MicroDragon là một sản phẩm nằm trong Hợp phần đào tạo vệ tinh cơ bản, bộ phận của Dự án “Phòng chống thiên tai và biến đổi khí hậu sử dụng vệ tinh quan sát Trái Đất”.

#### Vệ tinh NanoDragon

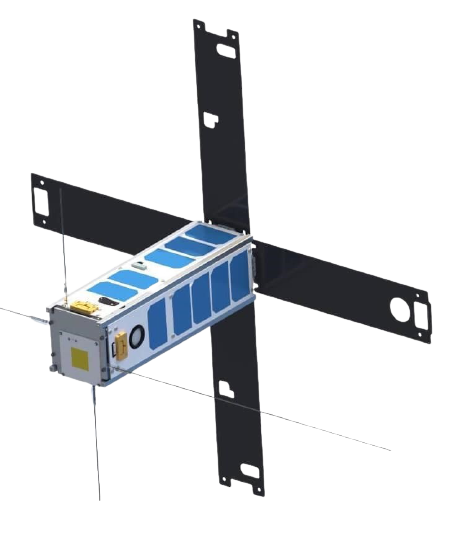
Hình ảnh vệ tinh Nanodragon

NanoDragon là một vệ tinh do Trung tâm Vệ tinh Quốc gia Việt Nam (VNSC) xây dựng. NanoDragon sẽ sử dụng bộ thu hệ thống nhận dạng tự động (AIS) của mình để giám sát các tàu và cũng sẽ kiểm tra độ chính xác của việc kiểm soát tọa độ bằng cách sử dụng máy ảnh quang học. Nó mang một OBC tiên tiến (máy tính trên bo mạch) do Meisei Electric của Nhật Bản phát triển.

### Các dự án tương lai

#### Dự án vệ tinh LOTUSat-1
LOTUSat-1 là vệ tinh quan sát Trái đất với khả năng chụp ảnh độ phân giải cao trong mọi điều kiện thời tiết bằng công nghệ cảm biến radar khẩu độ tổng hợp (Synthetic Aperture Radar – SAR). Dữ liệu ảnh của LOTUSat-1 sẽ góp phần đáp ứng nhu cầu cấp bách về nguồn ảnh, cung cấp thông tin chính xác, kịp thời nhằm ứng phó, giảm thiểu tác động của thiên tai và biến đổi khí hậu, quản lý tài nguyên thiên nhiên và giám sát môi trường, phục vụ phát triển kinh tế – xã hội. Dự kiến sẽ được phóng lên vào năm 2023.

#### Dự án vệ tinh LOTUSat-2
Sau dự án LOTUSat-1, VNSC sẽ phát triển vệ tinh LOTUSat-2 “Made in Vietnam”, với 2 vệ tinh công nghệ cảm biến ra đa hiện đại này, Việt Nam có khả năng quan sát toàn bộ lãnh thổ và vùng biển quốc gia trong mọi điều kiện thời tiết với độ phân giải cao, góp phần giảm thiểu tác động của biến đổi khí hậu và thiên tai, quản lý nguồn tài nguyên thiên nhiên và giám sát môi trường.

## Lãnh đạo
- Tổng Giám đốc: PGS.TS. Phạm Anh Tuấn
- Phó Tổng Giám đốc: TS. Vũ Anh Tuân
- Phó Tổng Giám đốc: Ths. Vũ Việt Phương
- Phó Tổng Giám đốc: TS. Lê Xuân Huy

Tính đến tháng 7 năm 2020, TTVTVN có tổng số 124 cán bộ, viên chức và người lao động trong đó bao gồm: 02 Phó Giáo sư, 15 tiến sĩ, 61 thạc sĩ, 38 kỹ sư/cử nhân, 10 khác.

## Các cơ sở
Các cơ sở của Trung tâm Vũ trụ Việt Nam là những trung tâm nghiên cứu, ứng dụng, các phòng ban và các đài thiên văn ở Việt Nam. Trụ sở chính tại Tòa nhà VNSC (A6), Số 18 Hoàng Quốc Việt, Hà Nội, Việt Nam.

### Các cơ sở chính
- Trung tâm Ứng dụng Công nghệ Vũ trụ Thành phố Hồ Chí Minh[17]
- Phòng Ứng dụng Hệ thông Quan sát Trái đất[18]
- Phòng Hệ thống Thông tin
- Không gian và Mô hình hóa
- Phòng Nghiên cứu Phát triển Công nghệ Không gian
- Phòng Lắp đặt, Tích hợp & Thử nghiệm Vệ tinh
- Phòng Thiết kế Hệ thống Không gian
- Phòng Điều khiên và Vận hành Vệ tinh
- Phòng Ban QLDA - Quản lý Tổng hợp
- Phòng Vật lý Thiên văn và Vũ trụ
- Đài Thiên văn Nha Trang[19]
- Đài thiên văn Hoà Lạc[20]
- Trung tâm Khám phá Vũ trụ